# Venancio López
Venancio López – paragwajski wojskowy i polityk.
Był synem Carlosa Antonio Lópeza i młodszym bratem Francisco Solano Lópeza. Dowodził garnizonem w Asunción, pełnił także funkcję ministra wojny i marynarki (1864-1865). W czasie wojny paragwajskiej uczestniczył w tzw. konspiracji z San Fernando (czerwiec 1868), wchodził w skład nieformalnego ciała sprzeciwiającego się całkowitej ewakuacji stolicy. Początkowo uniknął represji, później jednak został z rozkazu brata-prezydenta poddany torturom, w wyniku których zmarł.